# Grimshaw
Grimshaw es un pueblo canadiense situado en la provincia de Alberta.

## Superficie
Grimshaw tiene una superficie de 7,08 km².

## Demografía
En 2021, tenía 2601 habitantes, una densidad poblacional de 367,2 hab./km², y 1232 viviendas.